# Tollas szegfű
A tollas szegfű vagy német szegfű (Dianthus plumarius) a szegfűvirágúak (Caryophyllales) rendjébe, ezen belül a szegfűfélék (Caryophyllaceae) családjába tartozó faj.

## Előfordulása
A tollas szegfű Ausztria, Lengyelország, Szlovákia, Szlovénia és Magyarország területein őshonos. Új-Zélandra, Kanadába és az Amerikai Egyesült Államokba betelepítették.

## Alfajai
- tollas szegfű (Dianthus plumarius subsp. blandus)
- Lumnitzer-szegfű (Dianthus plumarius subsp. lumnitzeri) (Wiesb.) Domin
- korai szegfű (Dianthus plumarius subsp. praecox) (Willd. ex Spreng.) Domin
- Szent István-szegfű (Dianthus plumarius subsp. regis-stephani) (Rapaics) Boksay

## Képek

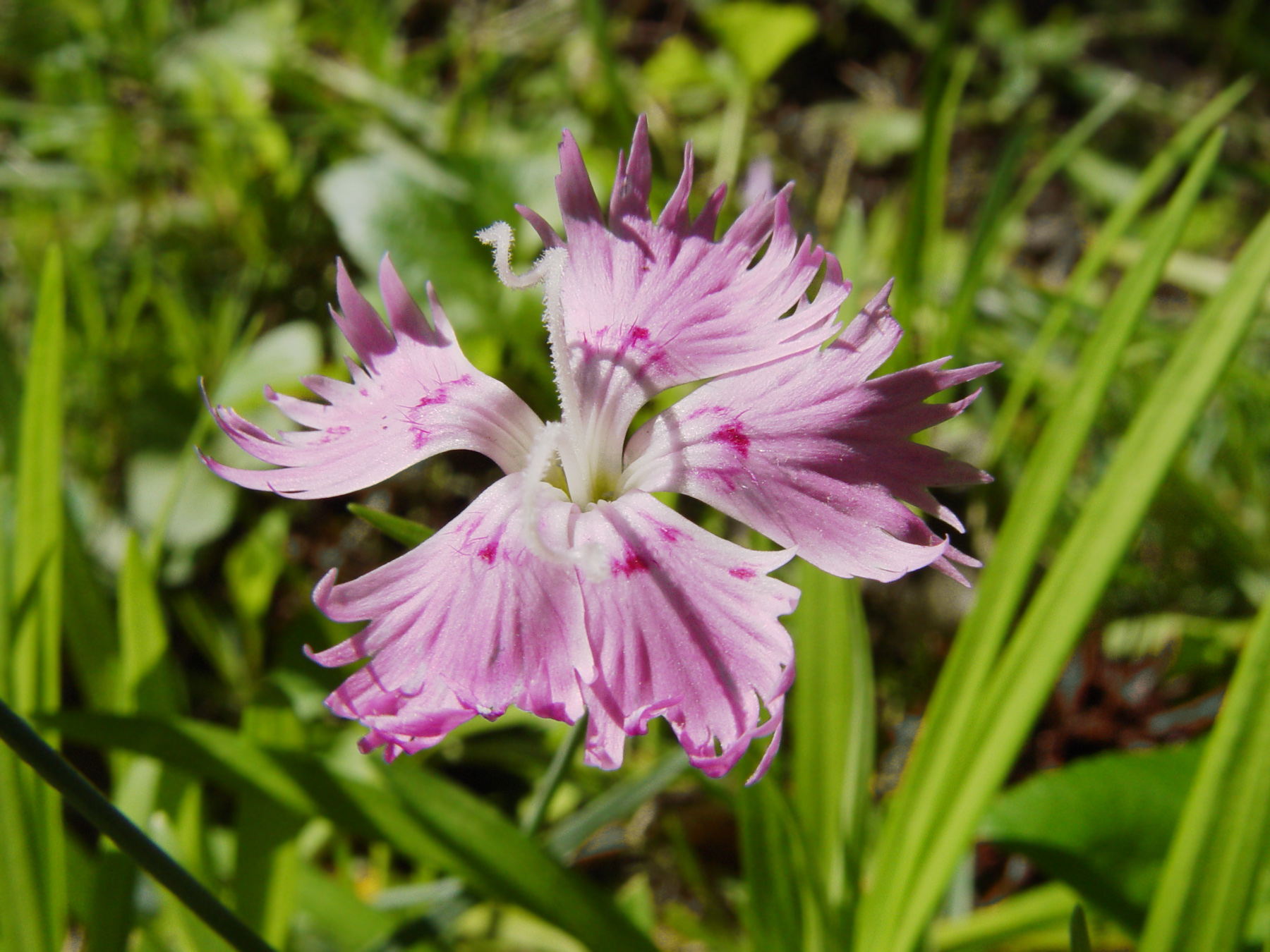
virága
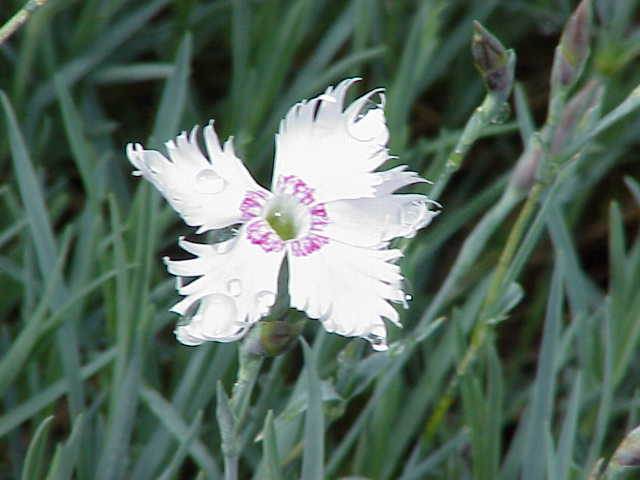
különböző
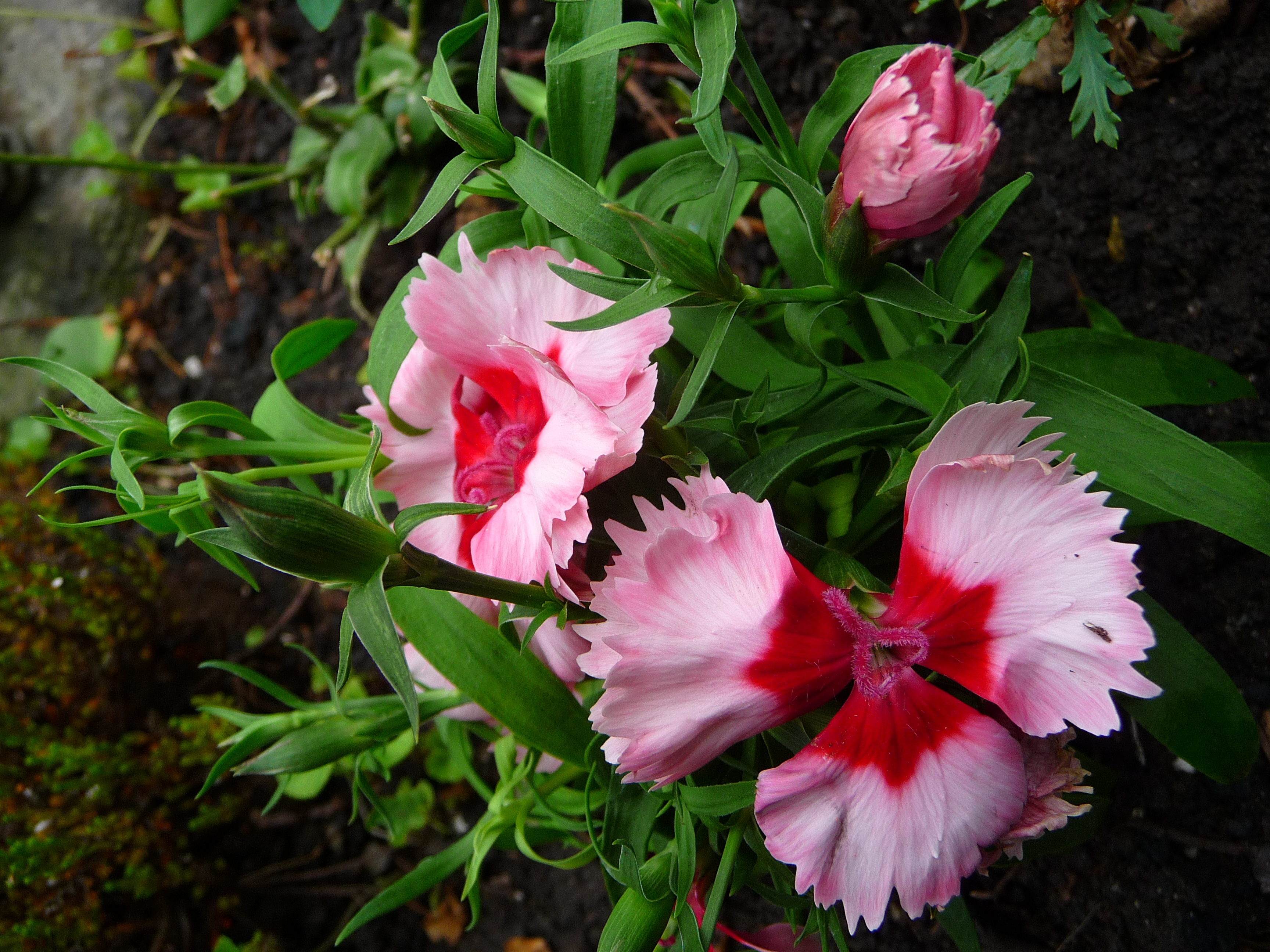
színekben
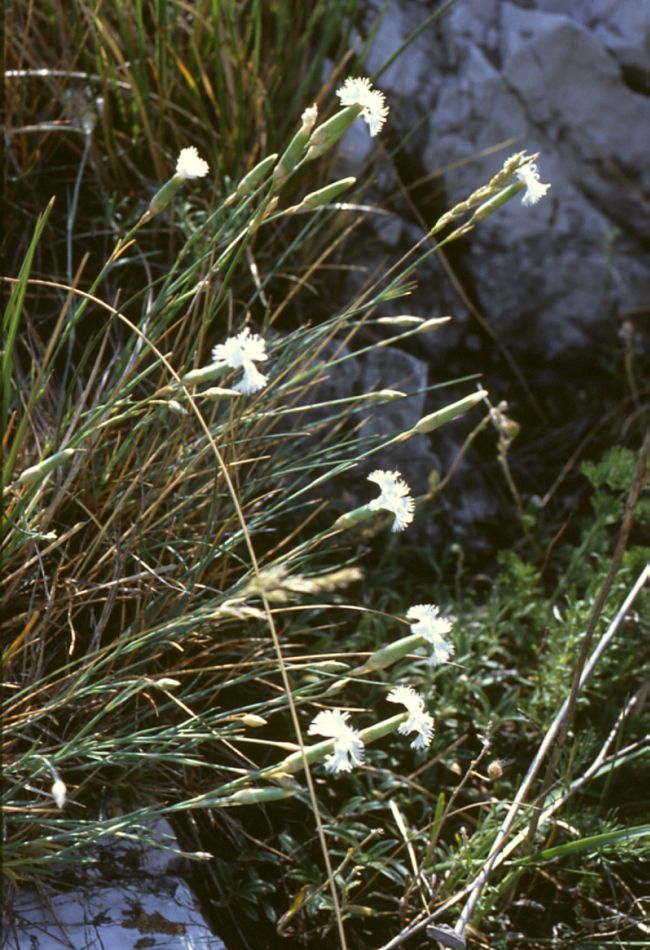
Dianthus plumarius subsp. lumnitzeri
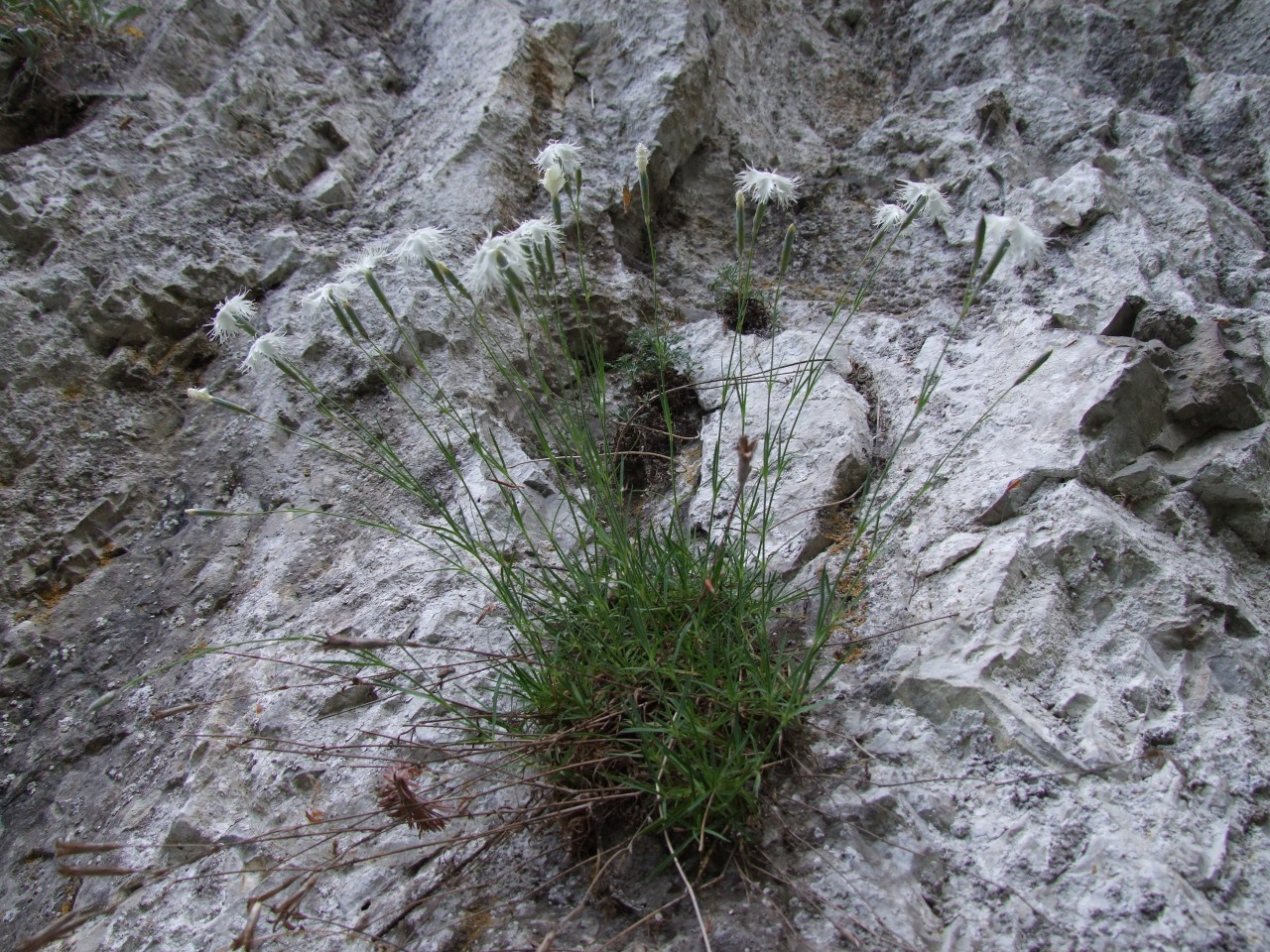
Dianthus plumarius subsp. praecox
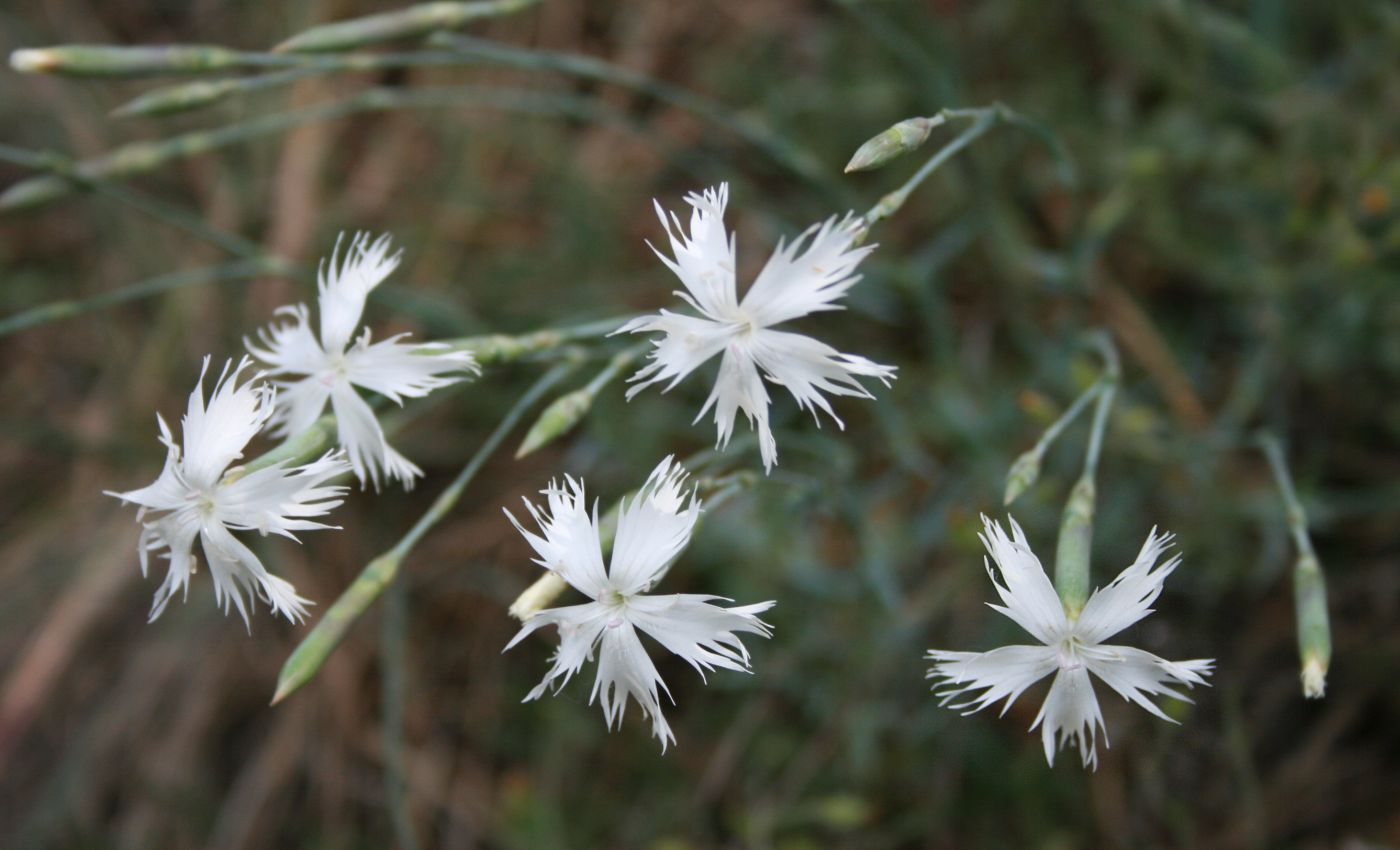
Dianthus plumarius subsp. regis-stephani